# Benjamin Lock
Benjamin Lock (* 4. März 1993 in Harare) ist ein simbabwischer Tennisspieler.

## Karriere
Benjamin Lock und sein Bruder Courtney John Lock (* 1996) wurden in der Hauptstadt Simbabwes geboren und gehören dort der weißen Minderheit an. Sie sprechen neben Englisch auch Shona, eine der Amtssprachen Simbabwes. Auch ihr Vater Martin Lock war als Tennisspieler für Simbabwe aktiv. Mit 13 Jahren zog Benjamin nach Südafrika, mit 18 weiter in die USA, wo er ein Studium mit dem Schwerpunkt Finance an der Florida State University absolvierte, das er 2016 abschloss. Dort spielte er auch College Tennis, wo er für seine Hochschule die drittmeisten Siege der Schulhistorie holen konnte. Er kam bis auf Platz 9 der ITA-Rangliste.
Seit 2016 spielt er hauptsächlich auf der ATP Challenger Tour und der ITF Future Tour. Er feierte bislang sieben Einzel- und 25 Doppelsiege auf der Future Tour. Er konnte sich kontinuierlich in der Weltrangliste verbessern. Zum 20. August 2018 durchbrach er im Doppel erstmals die Top 200 der Weltrangliste, nachdem er in Puerto Vallarta und Gwangju jeweils erst im Finale gescheitert war. Im November erreichte er mit Platz 175 seinen Bestwert. Im Februar 2020 in Launceston gewann er in seinem dritten Finale letztlich seinen ersten Titel.
Die Lock-Brüder sind aktuell die besten Tennisspieler Simbabwes und spielen seit 2010 für die simbabwische Davis-Cup-Mannschaft. Für diese trat Benjamin in 25 Begegnungen an, wobei er im Einzel eine Bilanz von 20:7 und eine Doppelbilanz von 10:5 aufzuweisen hat. Seinen größten Sieg dort schaffte er 2019 gegen den Weltranglisten-80. Marius Copil aus Rumänien.

## Erfolge
| Legende (Anzahl der Siege) |
| Grand Slam                 |
| ATP Finals                 |
| ATP Tour Masters 1000      |
| ATP Tour 500               |
| ATP Tour 250               |
| ATP Challenger Tour (6)    |

### Doppel

#### Turniersiege
| Nr. | Datum             | Turnier        | Belag     | Partner            | Finalgegner                           | Ergebnis         |
| --- | ----------------- | -------------- | --------- | ------------------ | ------------------------------------- | ---------------- |
| 1.  | 9. Februar 2020   | Launceston     | Hartplatz | Evan King          | Kimmer Coppejans Sergio Martos Gornés | 3:6, 6:3, [10:8] |
| 2.  | 17. Juli 2021     | Nur-Sultan (1) | Hartplatz | Hsu Yu-hsiou       | Peter Polansky Serhij Stachowskyj     | 2:6, 6:1, [10:7] |
| 3.  | 24. Juli 2021     | Nur-Sultan (2) | Hartplatz | Hsu Yu-hsiou       | Oleksij Krutych Grigori Lomakin       | 6:3, 6:4         |
| 4.  | 3. September 2022 | Nonthaburi     | Hartplatz | Yūta Shimizu       | Francis Alcantara Christopher Rungkat | 6:1, 6:3         |
| 5.  | 10. Februar 2024  | Burnie         | Hartplatz | Yūta Shimizu       | Blake Bayldon Kody Pearson            | 6:4, 7:64        |
| 6.  | 22. Juni 2024     | Blois          | Sand      | Courtney John Lock | Corentin Denolly Arthur Géa           | 1:6, 6:3, [10:4] |